# Sherif Sonbol
Sherif Sonbol (Guiza, 6 de diciembre de 1956-24 de diciembre de 2023) fue un fotógrafo egipcio, especializado en arquitectura, artes escénicas y fotoperiodismo.

## Biografía
Sherif Sonbol nació en Guiza, El Cairo. Perdió a su madre a la edad de tres años; alrededor de la misma época se le diagnosticó diabetes. Estudió para asegurador en la Universidad de El Cairo y asistió a la Chartered Insurance Institute de Londres. Trabajó para la Egyptian Reinsurance Company como asegurador de riesgos marítimos. Allí fue testigo accidental de un altercado entre el director general de la sección de seguros de casco y el jefe del sindicato. 
Atrapado en una situación burocrática delicada, se vio obligado a testificar sobre el incidente. Esto representó el fin de su carrera en el mundo de las aseguradoras debido a las represalias de las que fue objeto. Sonbol aprovechó la ocasión para volcarse de lleno en una de sus pasiones, la fotografía. Llamó a la puerta de periódico egípcio Al-Ahram, donde pronto comenzó a trabajar como freelance.

## Carrera
En pocos meses, Sonbol ya se encontraba trabajando como fotógrafo fijo a tiempo completo en la plantilla de Al-Ahram, bajo el auspicio de Antoun Albert. También fue responsable de fundar y encabezar la sección fotográfica de la revista Nesf-El-Dunia.
A pesar de conseguir objetivos profesionales y reconocimiento público, en un momento dado se vio en la necesidad de dejar el periódico para ser reclutado por la embajada de los Estados Unidos de América. El puesto de fotógrafo oficial en la embajada no se materializó, pero aun así se incorporó al departamento de informática como diseñador gráfico y profesor de ofimática y procesamiento de textos para los nuevos miembros de la embajada; situación en la que no se sentía demasiado cómodo ya que volvía a estar trabajando tras una mesa. En las ocasiones en las que la embajada precisaba de un fotógrafo, Sonbol también desempeñaba dicha función.
Consiguió compaginar estas responsabilidades con su trabajo en la nueva Opera de El Cairo, donde había estado ejerciendo de fotógrafo oficial desde que abriera sus puertas en 1988. Finalmente, tras algunos años Sonbol renunció a su puesto en la embajada de Estados Unidos y regresó a Al-Ahram, esta vez al Al-Ahram Weekly, en donde pronto asumiría el cargo de jefe del departamento de fotografía.
Además de su trabajo en el Weekly, se convirtió en el fotógrafo principal de las revistas Kalam-El-Nass y Maraya-El-Nass, influyendo en ellas con su estilo propio: Como fotógrafo de celebridades de Kalam-El-Nass, su primera portada protagonizada por la actriz Ghada Adel revolucionó la industria local, ya que fue el primer retrato tomado fuera de un estudio fotográfico en ser publicado como portada en Egipto.
Permaneció seis años como fotógrafo principal de Kalam-El-Nass. En su último año allí, el proyecto de la revista Maraya-El-Nass vio la luz. Se trataba de una revista de diseño e interiorismo perteneciente al mismo grupo de Kalam-El-Nass. Sonbol y el escritor Moguib Rushdi serían los máximos responsables artísticos del proyecto, por lo que Sonbol fue totalmente transferido a la nueva revista, a pesar de que pidió conservar su puesto en Kalam-El-Nass. Su trabajo para Maraya-El-Nass consiguió "sacudir las bases de la fotografía de interiores en Egipto debido a su uso de la luz natural".
En sus últimos años logró compaginar sus responsabilidades como fotógrafo jefe de Al-Ahram-Weekly y de la Ópera de El Cairo con otros proyectos. 
Como freelance contribuyó en diversas publicaciones - incluida Kalam-El-Nass-. También participó en campañas fotográficas y aceptó diversos encargos laborales. Colaboró con importantes centros culturales como la Biblioteca de Alejandría. Su obra ha sido objeto de varias exposiciones en todo el mundo y ha sido tema de tesis de doctorado
También ha dado seminarios en la AFCA (Académie Francophone Cairote des Arts) y enseñó fotografía en la Ahram Canadian University desde 2008.
Publicó y participó en diversos libros, e incluso consiguió llevar adelante algunas iniciativas prpopias como "Mulid! Carnivals of Faith", "40 Pyramids of Egypt and their neighbors" (tanto la versión inglesa como la árabe) o "The Nile Cruise, an Illustrated Journey".
A través de uno de sus proyectos independientes más recientes, Sonbol trató de acercar la cultura occidental y la árabe a fin de promover una mejor comprensión y comunicación.